# U-Bahn-Linie A (New York City)
| U-Bahn der Linie A in Manhattan (2017) |                      |                                                          |                                                          |
| Geographischer Plan New Yorks mit Verlauf der Linie A |                      |                                                          |                                                          |
| Spurweite: | 1435 mm (Normalspur) |                                                          |                                                          |
| |                      |                                                          |                                                          |
| \| \| \| Inwood-207 Street \| \| \| \| \| \| \| \| \| \| Washington Heights-168 Street \| \| \| \| \| \| \| \| \| \| 145 Street \| \| \| \| \| \| \| \| \| \| 125 Street \| \| \| \| \| \| \| \| \| \| 59 Street-Columbus Circle \| \| \| \| \| \| \| \| \| \| 42 Street-Port Authority Bus Terminal \| \| \| \| \| (Übergang zu Times Sq-42 St) \| \| \| \| \| 34 Street-Penn Station LIRR \| \| \| \| \| \| \| \| \| \| 14 Street \| \| \| \| \| West 4 Street \| \| \| \| \| \| \| \| \| \| Canal Street \| \| \| \| \| Chambers Street (Übergang zu ) \| \| \| \| \| Fulton Street \| \| \| \| \| High Street \| \| \| \| \| Jay Street-MetroTech \| \| \| \| \| Hoyt Street-Schermerhorn Street \| \| \| \| \| \| \| \| \| \| Nostrand Avenue \| \| \| \| \| \| \| \| \| \| Utica Avenue \| \| \| \| \| \| \| \| \| \| Broadway Junction LIRR \| \| \| \| \| \| \| \| \| \| Euclid Avenue \| \| \| \| \| \| \| \| \| \| \| \| \| \| \| Ozone Park-Lefferts Boulevard (nur tagsüber) \| \| \| \| \| Howard Beach-JFK Airport \| \| \| \| \| \| \| \| \| \| \| \| \| \| \| Rockaway Park-Beach 116 Street (nur Hauptverkehrszeiten) \| \| \| \| \| Far Rockaway-Mott Avenue LIRR \| \| |                      |                                                          |                                                          |
| Erklärung |                      |                                                          |                                                          |
| Gezeigt werden ausschließlich Knotenpunkte und Endpunkte. Fett geschriebene Stationen werden zu allen Tageszeiten bedient. |                      |                                                          |                                                          |
| U-Bahn-Haltepunkt / Haltestelle Streckenanfang |                      | Inwood-207 Street                                        | Inwood-207 Street                                        |
| |                      |                                                          |                                                          |
| |                      | Washington Heights-168 Street                            |                                                          |
| |                      |                                                          |                                                          |
| U-Bahn-Bahnhof |                      | 145 Street                                               | 145 Street                                               |
| |                      |                                                          |                                                          |
| |                      | 125 Street                                               |                                                          |
| |                      |                                                          |                                                          |
| |                      | 59 Street-Columbus Circle                                |                                                          |
| |                      |                                                          |                                                          |
| |                      | 42 Street-Port Authority Bus Terminal                    |                                                          |
| U-Bahn-Strecke |                      | (Übergang zu Times Sq-42 St)                             | (Übergang zu Times Sq-42 St)                             |
| |                      | 34 Street-Penn Station LIRR                              |                                                          |
| |                      |                                                          |                                                          |
| |                      | 14 Street                                                |                                                          |
| |                      | West 4 Street                                            |                                                          |
| |                      |                                                          |                                                          |
| U-Bahn-Bahnhof |                      | Canal Street                                             | Canal Street                                             |
| U-Bahn-Bahnhof |                      | Chambers Street (Übergang zu )                           | Chambers Street (Übergang zu )                           |
| |                      | Fulton Street                                            |                                                          |
| U-Bahn-Bahnhof |                      | High Street                                              | High Street                                              |
| |                      | Jay Street-MetroTech                                     |                                                          |
| U-Bahn-Bahnhof |                      | Hoyt Street-Schermerhorn Street                          | Hoyt Street-Schermerhorn Street                          |
| |                      |                                                          |                                                          |
| U-Bahn-Bahnhof |                      | Nostrand Avenue                                          | Nostrand Avenue                                          |
| |                      |                                                          |                                                          |
| |                      | Utica Avenue                                             |                                                          |
| |                      |                                                          |                                                          |
| U-Bahn-Bahnhof |                      | Broadway Junction LIRR                                   | Broadway Junction LIRR                                   |
| |                      |                                                          |                                                          |
| |                      | Euclid Avenue                                            |                                                          |
| U-Bahn-Abzweig geradeaus und nach links · U-Bahn-Strecke von rechts |                      |                                                          |                                                          |
| |                      |                                                          |                                                          |
| U-Bahn-Strecke · U-Bahn-Haltepunkt / Haltestelle Streckenende |                      | Ozone Park-Lefferts Boulevard (nur tagsüber)             | Ozone Park-Lefferts Boulevard (nur tagsüber)             |
| |                      | Howard Beach-JFK Airport                                 |                                                          |
| U-Bahn-Strecke von links · U-Bahn-Abzweig geradeaus und nach rechts |                      |                                                          |                                                          |
| |                      |                                                          |                                                          |
| U-Bahn-Strecke |                      | Rockaway Park-Beach 116 Street (nur Hauptverkehrszeiten) | Rockaway Park-Beach 116 Street (nur Hauptverkehrszeiten) |
| |                      | Far Rockaway-Mott Avenue LIRR                            |                                                          |

Die Linie A „8 Avenue Express“ ist eine U-Bahn-Linie der New York City Subway, die in New York durch die Stadtbezirke Manhattan, Brooklyn und Queens fährt. Ihre Stammstrecke ist die IND Eighth Avenue Line, eine der sechs Stammstrecken der Division B. Sie verkehrt außerdem auf der IND Fulton Street Line und der IND Rockaway Line. Sie hat die Kennfarbe Blau.
Die Linie A verkehrt vorwiegend als Expresszug, der nur an ausgewählten Stationen hält. Begleitet wird sie dabei über den Großteil ihres Linienwegs von der Linie C, die als local train sämtliche Stationen auf dem gemeinsamen Abschnitt bedient. Auf den Streckenabschnitten, auf denen sie allein verkehrt, sowie nachts als „8 Avenue Local“ hält die Linie A an allen Stationen der Strecke. Die Züge sind 600 Fuß (ca. 180 Meter) lang.:4
Im Unterschied zu den meisten anderen New Yorker U-Bahn-Linien hat die Linie A drei südliche Endstationen an verschiedenen Linienästen. Ihre nördliche Endstation ist Inwood–207th Street in Inwood, Upper Manhattan. Der 24 Stunden jeden Tag bediente südliche Endpunkt ist Far Rockaway–Mott Avenue in Far Rockaway auf der Rockaway Peninsula. Ein zweiter Endpunkt ist Ozone Park–Lefferts Boulevard in Richmond Hill (Queens) an der IND Fulton Street Line. Diesen Ast bedient die Linie A nicht in den Nachtstunden, stattdessen pendelt dann dort der Lefferts-Boulevard-Shuttle. Der dritte Endpunkt ist Rockaway Park–Beach 116 Street an einem der beiden Äste der IND Rockaway Line. Diesen Endpunkt bedienen nur wenige Fahrten in der Hauptverkehrszeit direkt, ansonsten pendelt dorthin 24 Stunden am Tag der Rockaway-Park-Shuttle. Über diese drei Verästelungen hinaus machen weitere Besonderheiten die Linie A überdurchschnittlich anfällig für Verspätungen::4 Der Linienweg zwischen Inwood und Far Rockaway ist mit 51,5 km (32 Meilen) die längste durchgehende U-Bahn-Verbindung von New York. In seinem Verlauf gelangen an acht Stellen Züge anderer Linien auf die von der Linie A genutzten Gleise.:10 In der Jamaica Bay quert die Line A zwei Drehbrücken, die mehrmals am Tag typischerweise 10 bis 15 Minuten lang für die Schifffahrt geöffnet sein können.:36
Die Linie A bietet Umsteigemöglichkeiten zu allen U-Bahn-Linien mit Ausnahme der Linie 6.:22 An den Busterminals George Washington Bridge Bus Station und Port Authority Bus Terminal, dem Fernbahnhof New York Pennsylvania Station und U-Bahnhöfen der U-Bahn PATH stellt sie wichtige Verbindungen mit New Jersey her.:17

## Geschichte

### Eröffnung der Eighth Avenue Line
Das New York City Board of Transportation eröffnete die IND Eighth Avenue Line als erste Strecke der städtischen Independent Subway am 10. September 1932.
Im ersten Jahr wurden alle Bahnhöfe von 207th Street bis Chambers Street–Hudson Terminal von den Linien A und AA bedient. Seit der Eröffnung des World Trade Centers im Jahr 1973 heißt letzterer Bahnhof Chambers Street–World Trade Center.
Die Stammstrecke ist viergleisig und wird im Richtungsbetrieb befahren. Das Linienschema der Independent Subway unterschied zwischen reinen Expressen, deren Bezeichnung aus einem Buchstaben bestand, und reinen Locals, deren Bezeichnung aus zwei Buchstaben bestand. Während die Linie A die innen angeordneten Express-Gleise nutzte und nur an den Express-Stationen hielt, fuhr die Linie AA auf den außen angeordneten Local-Gleisen und bediente alle Stationen. Die Linie AA fuhr rund um die Uhr jeden Tag von 168th Street im Stadtviertel Washington Heights bis Chambers Street–Hudson Terminal. Spät nachts und sonntags ruhte der Betrieb der Linie A und fuhr die Linie AA bis 207th Street.
Das Netz der Independent wurde in den Folgejahren in mehreren Schritten erweitert, ehe der Weiterbau aus Kostengründen stockte. Es kamen Linien hinzu, die mit einfachen oder doppelten Buchstaben aus dem Buchstabenraum von A bis H gekennzeichnet waren. Die Linienverläufe änderten sich anfangs entsprechend dem Baufortschritt und in den folgenden Jahrzehnten entsprechend den Fahrgastbedürfnissen und Betriebsverhältnissen mehrfach.
Der Cranberry-Street-Tunnel führte die Linie A ab 1. Februar 1933 unter dem East River nach Brooklyn bis zum U-Bahnhof Jay Street. Dorthin wurde die Linie AA sonntags und nachts, während die Linie A ruhte, über ihren gewöhnlichen Endpunkt Hudson Terminal hinaus verlängert.
Die am 1. Juli 1933 eröffnete IND Concourse Line aus der Bronx sorgte dafür, dass die neue Linie CC auf dem gemeinsamen Streckenabschnitt von 168th Street bis Hudson Terminal als Local diente, wofür die Linie AA eingestellt wurde und die Linie A rund um die Uhr bis 207th Street fuhr, und überdies die neue Linie C als Express gemeinsam mit der Linie A nach Brooklyn fuhr.
Vorübergehend von 1933 bis 1936 fuhr die Linie A in Brooklyn auf die später als IND Culver Line bezeichnete Strecke. Sie endete dort ab dem 20. März 1933 im U-Bahnhof Bergen Street, ehe sie am 7. Oktober 1933 nach Church Avenue als damaligem Endbahnhof der Strecke verlängert wurde.

### Zur Fulton Street Line
In Brooklyn wurde am 9. April 1936 die IND Fulton Street Line bis zum neuen U-Bahnhof Rockaway Avenue eröffnet. Die Linie A wurde von der IND Culver Line auf die IND Fulton Street Line verlagert. Damit war die bis heute bestehende Linienstruktur im Grundsatz etabliert. Die Linie A fuhr in Brooklyn als Local, weil ein Expressbetrieb auf der IND Fulton Street Line erst 1949, und bis 1988 nur im Berufsverkehr,:10 eingeführt wurde.
Es dauerte bis zum Jahresende 1946, ehe die Linie A auf der IND Fulton Street Line um eine Station bis Broadway–East New York (heute: Broadway Junction) verlängert wurde. Im November 1948 ging es weiter bis Euclid Avenue. Dieser unterirdische Bahnhof mit dem angrenzenden Betriebshof „Pitkin Yard“ in East New York ist Endpunkt der Local Trains (heute die Linie C) und ein Zwischenendpunkt für einzelne Fahrten der Linie A.
Das Jahr 1956 brachte die zwei letzten großen Erweiterungen, die den bis heute erreichten Endzustand markieren:

### Auf die Fulton-Street-Hochbahn
Die klassische Hochbahn BMT Fulton Street Line wurde parallel zum Ausbau der unterirdischen IND Fulton Street Line in Brooklyn abgerissen. Ihr Endabschnitt in Queens hingegen, als die BMT Liberty Avenue Line bekannt, wurde für den U-Bahn-Betrieb ertüchtigt.
Der U-Bahnhof Grant Avenue, der jüngste unterirdische U-Bahnhof der Linie A und der östlichste im Stadtbezirk Brooklyn, wurde Ende April 1956 eröffnet. Hinter ihm wechselt die Linie A auf die Hochbahn im Verlauf der Liberty Avenue. Deren Endstation 119th Street–Lefferts heißt heute Ozone Park–Lefferts Boulevard.

### Zur Rockaway Line

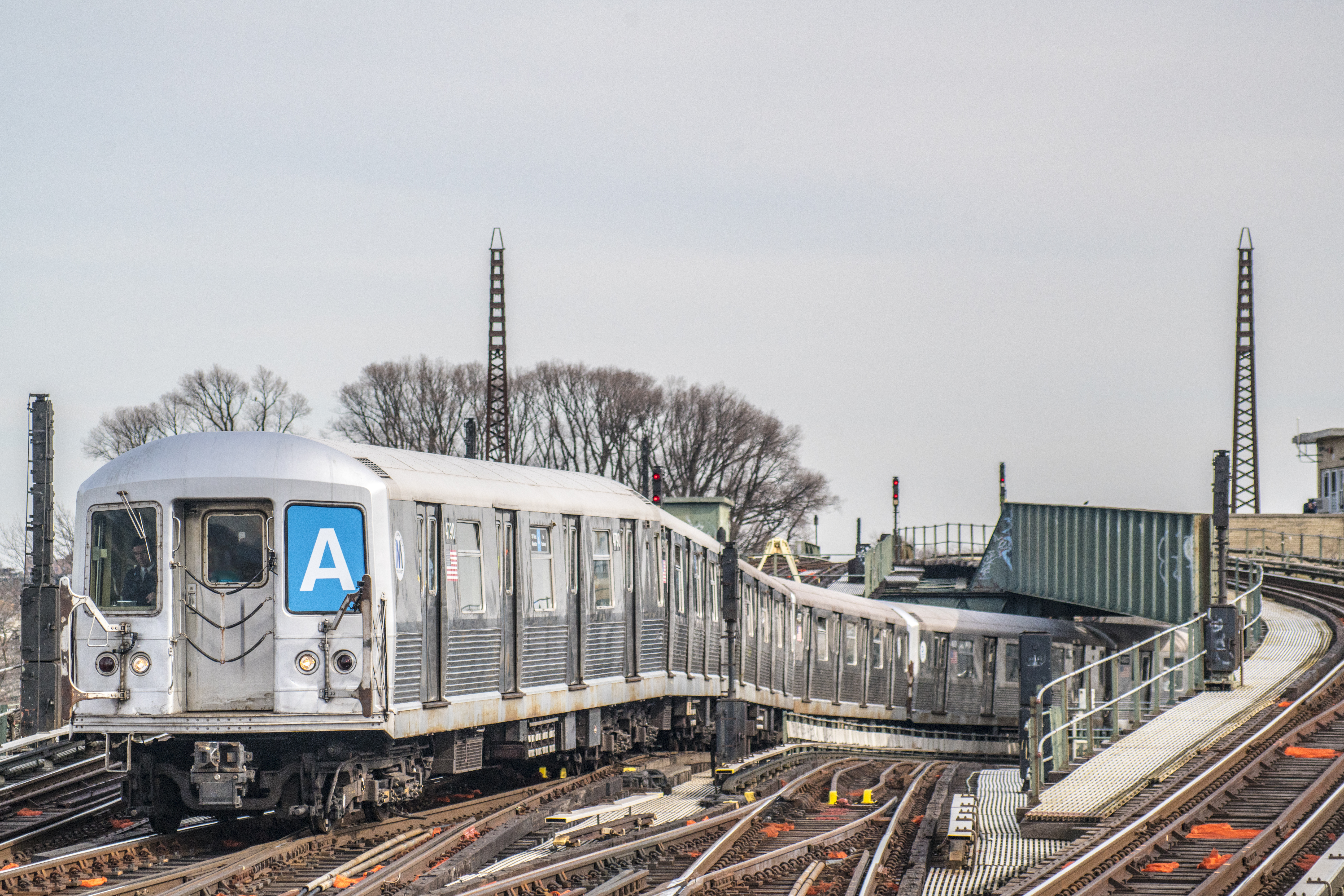
Bei Station Rockaway Boulevard erreicht Zug von Rockaway Line kommend die Fulton Street Line

Die umfangreichste Verlängerung der Linie A erfolgte Ende Juni 1956. Nachdem die Stadt die seit 1950 unbefahrbare Rockaway-Beach-Strecke von der zahlungsunfähigen Long Island Rail Road (LIRR) gekauft hatte, setzte sie einen Teil dieser oberirdisch verlaufenden alten Eisenbahnstrecke instand. Sie baute die Querung der Jamaica Bay neu und brachte die ehemaligen, oft aus Holz gebauten, Bahnhöfe der LIRR für die IND Rockaway Line auf U-Bahn-Standard. Als letztes kam 1958 die neue Endstation Far Rockaway-Mott Avenue hinzu.
Zur Finanzierung dieser Erweiterung wurde von 1956 bis 1975 für Fahrten jenseits der Station Howard Beach der doppelte Fahrpreis gegenüber dem ansonsten stadtweit einheitlichen Preis verlangt.

### Linienführungen

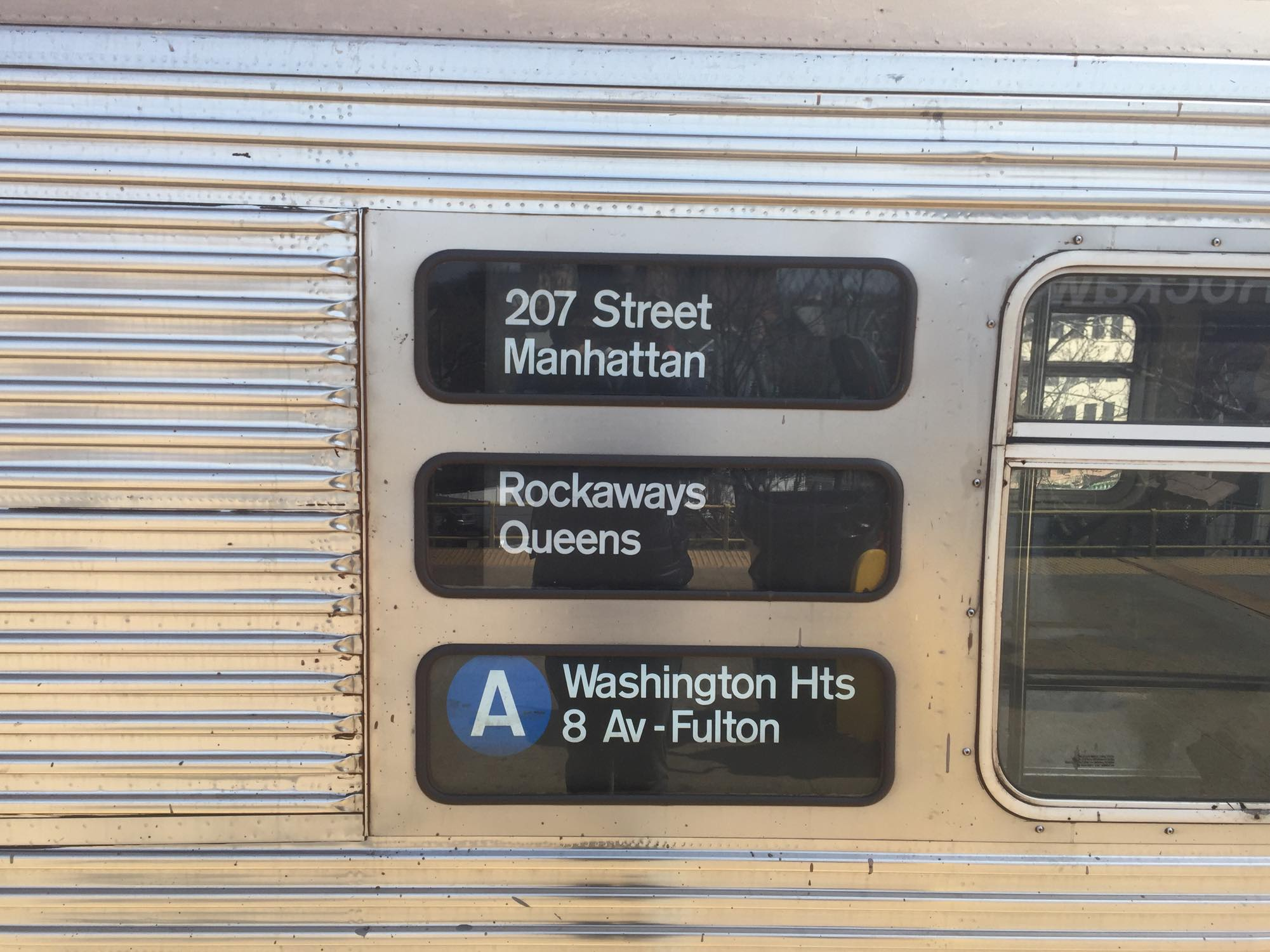
Seitliche Zuglaufbeschilderung an älterem U-Bahn-Wagen

Um die drei mit den jüngsten Erweiterungen entstandenen Linienäste entsprechend der Fahrgastnachfrage bedienen zu können, fuhren in den folgenden Jahrzehnten wechselnde Linien zu wechselnden Endpunkten. Je nach Fahrplanperiode und Tageszeit fuhren die Linien A, CC oder E. Ab Januar 1957 wurde gar außerhalb des Berufsverkehrs die Halbinsel Rockaway nicht von durchgehenden Zügen, sondern allein vom Rockaway-Shuttle ab Euclid Avenue bedient, indessen die Linie A nur auf den Lefferts-Boulevard-Ast fuhr.

#### Seit dem Jahr 1992
Im Jahr 1992 führte die New York City Transit Authority ein Linienkonzept ein, das im Wesentlichen bis heute gilt. Seitdem fährt annähernd die eine Hälfte der Züge der Linie A nach Lefferts Boulevard und die andere nach Far Rockaway. Sie ist die Expresslinie auf der IND Fulton Street Line und wird bis Euclid Avenue von der Linie C ergänzt, die als Local überall hält. Ab Euclid Avenue bedient die Linie A den Ast nach Lefferts Boulevard und die IND Rockaway Line alleine.
Zu Spitzenzeiten verkehren wenige, im Jahr 2015 insgesamt fünf,:9 Züge zusätzlich von (morgens) bzw. nach (nachmittags und abends) Rockaway Park–Beach 116 Street. Diese Züge waren von Oktober 1992 bis Dezember 2015 durch das Rautensymbol <A> gekennzeichnet und sind seitdem in der regulären Linie inbegriffen.

#### Nach Überflutung der Strecke
Nach den Terroranschlägen am 11. September 2001 fuhr die Linie A einen Monat lang ohne Halt durch den U-Bahnhof Chambers Street hindurch, weil die Stationszugänge unbenutzbar waren. Die Sturmflut bei Hurrikan Sandy Ende Oktober 2012 unterbrach die IND Rockaway Line. Bis zum 30. Mai 2013 endete die Linie A auf dem Festland im Bahnhof Howard Beach–JFK Airport. Auf den noch intakten Streckenabschnitten der Halbinsel Rockaway fuhr ersatzweise ein als Linie H bezeichneter Rockaway-Shuttle, der kostenlos genutzt werden konnte.

Signets der mit der Linie A verwandten Linien
Linie A, hellerer Blauton 1967 bis 1987
Expresszüge nach Rockaway Park, 1992 bis 2015
Lefferts-Boulevard-Shuttle im Liniennetzplan
Lefferts-Boulevard-Shuttle an den Zügen

## Rollmaterial

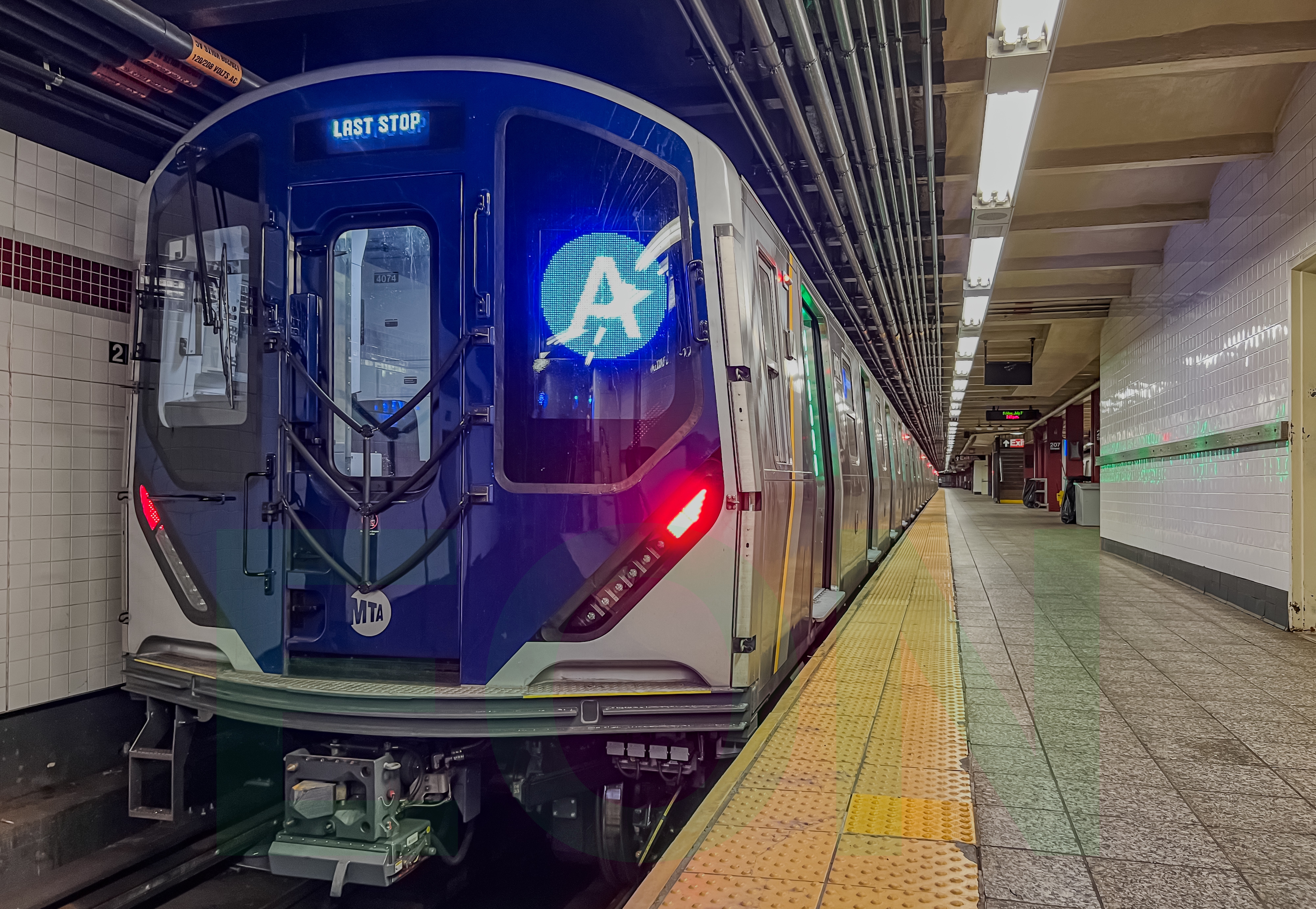
Wagentyp R211 auf Linie A in der Endstation Inwood–207th Street

Seit dem 10. März 2023 werden Wagen des Typs R211A eingesetzt. Dieser neueste Wagentyp ist für den Fahrbetrieb mit Communication-Based Train Control vorbereitet, für den der Südteil der IND Eighth Avenue Line bis 2024 ausgerüstet werden sollte.
Mit Stand 25. Juli 2021 fuhren auf der Linie A Züge aus Wagen mehrerer Typen: Für den morgendlichen Berufsverkehr waren 27 Züge aus 216 Wagen des Typs R46 vorgesehen und 11 Züge aus 110 Wagen des Typs R179. Aufgrund der unterschiedlichen Wagenlängen beider Typen bestehen die Züge des Typs R46 aus jeweils 8 und die des Typs R179 aus 10 Wagen. Im späten Berufsverkehr waren 28 Züge mit 224 Wagen des Typs R46 eingeplant, wiederum 11 Züge mit 110 des Typs R179 und ein einzelner Zug aus 8 Wagen des Typs R68A.:20
In der Anfangszeit der Independent Subway bzw. später der IND-Division war zu verschiedenen Tageszeiten außerhalb des Berufsverkehrs, bei dem auf den Hauptlinien in der Regel mit der maximal möglichen Zuglänge von 10 Wagen der Typen R1 bis R9 und ihrer Nachfolgetypen gefahren wurde, das Verkürzen von Zügen üblich. So sind auf der Linie A im Jahr 1949 für die Verkehre spät nachts 6 und von 1951 bis 1967 4 Wagen verzeichnet. Die Linie AA hatte nachts 3 Wagen, im Berufsverkehr der Jahre 1949 bis 1951 7 Wagen und in den Jahren 1964 bis 1967 8 Wagen. Mittags wuchsen die Zuglängen auf der Linie A von 6 Wagen 1945 bis 1951 über 8 Wagen 1955 auf 10 Wagen 1956 bis 1967, während die Linie AA zur gleichen Tageszeit in den Jahren 1945 bis 1967 mit 4 Wagen verkehrte.:6–8

## Fahrplan
Abhängig von der Tageszeit war im Fahrplan 2022 des A „8 Avenue Express“ pro Richtung eine Fahrzeit von 93 bis 106 Minuten und des A „8 Avenue Local“ eine Fahrzeit von 104 bis 113 Minuten vorgesehen.
Zwei der drei südlichen Endpunkte der Linie A in Queens werden zu verschiedenen Tageszeiten nicht von der Linie A selbst, sondern von als „Shuttle“ bezeichneten Kurzlinien bedient, die durch Umsteigen von und zur Linie A erreichbar sind.
Im Jahr 2015 fuhr die Linie A tagsüber außerhalb des Berufsverkehrs aus Brooklyn kommend viermal pro Stunde nach Ozone Park–Lefferts Boulevard und viermal pro Stunde nach Far Rockaway–Mott Avenue. Der Rockaway-Park-Shuttle fuhr darauf abgestimmt im gleichen Takt. Nachts sollten die Linie A nach Far Rockaway, der Lefferts-Boulevard-Shuttle und der Rockaway-Park-Shuttle jeweils dreimal pro Stunde fahren.:14

## Ehemalige Linien

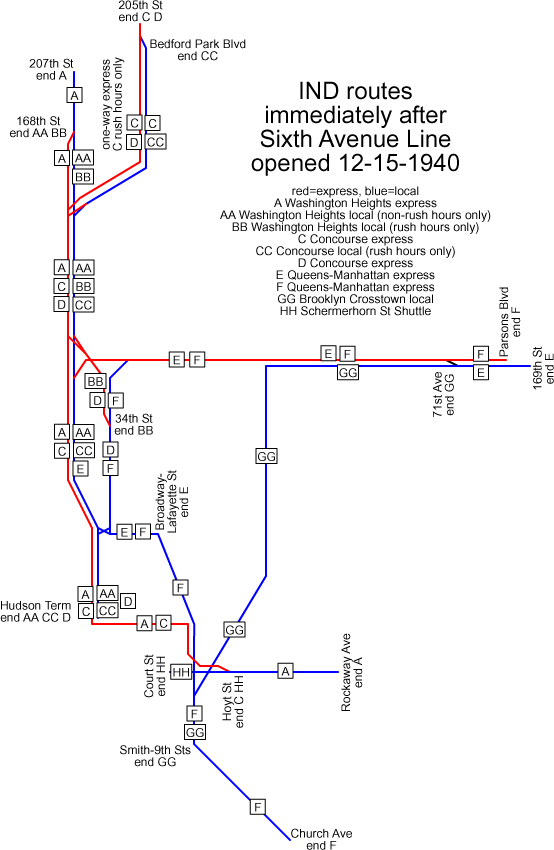
Liniennetz der Independent Subway am Jahresende 1940

### Linie AA
Die Linie AA verkehrte ab dem 1. September 1932, dem Tag der Eröffnung der IND Eighth Avenue Line, als der „8 Avenue Local“. Die Linie AA existierte zunächst für weniger als ein Jahr, bis am 1. Juli 1933 die IND Concourse Line eröffnet und die Linie AA durch die neue Linie CC ersetzt wurde.
Am 15. Dezember 1940 wurde die IND Sixth Avenue Line eröffnet. Die Linie AA war seitdem außerhalb des Berufsverkehrs und von Samstag Nachmittag bis Sonntag Nacht wieder der „8 Avenue Local“ bis Chambers Street–Hudson Terminal.
Ab dem 28. August 1977 wurde sie in der Nacht von der dann als „8 Avenue Local“ verkehrenden Linie A ersetzt. Die Linie AA wurde im Mai 1985 in die Linie K umbenannt, als alle noch verbliebenen zweistelligen Linienbezeichnungen abgeschafft wurden.

### Linie K (1985–1988)

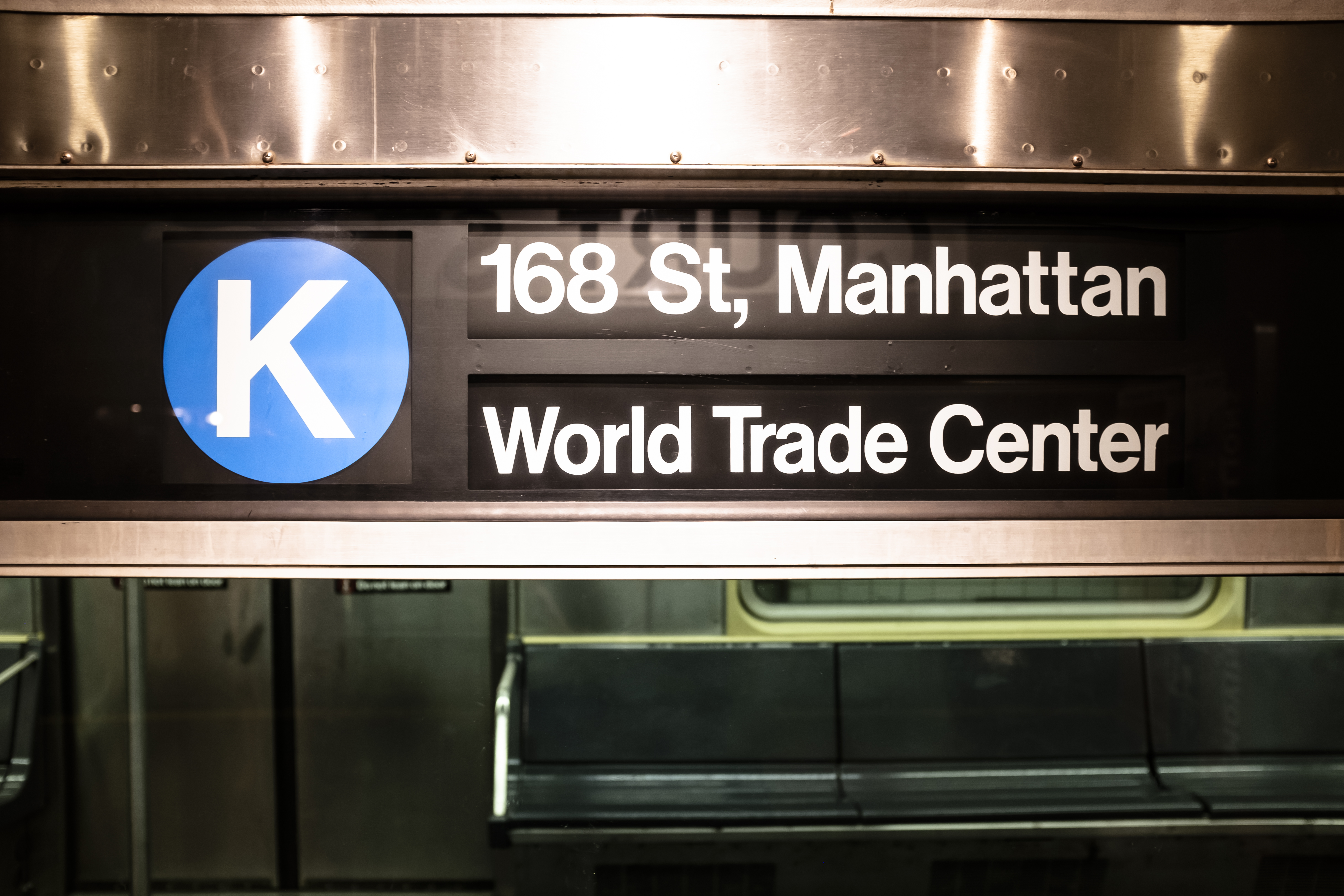
Seitenbeschilderung Linie K an einem Museumszug

Die Transit Authority benannte zum 6. Mai 1985 die Linie AA in die Linie K um.
Die Linie K fuhr als „8 Avenue Local“ auf der IND Eighth Avenue Line zwischen 168th Street und Chambers Street–World Trade Center. Sie verkehrte aber nur mittags, abends und an Wochenenden, also zu den Zeiten, an denen weder:
- die Linie A als „8 Avenue Local“ fuhr (spät nachts), noch
- die Linie C als „8 Avenue Local“ fuhr (zur Hauptverkehrszeit).

Die Linie K wurde bei einer umfangreichen Netzumstellung anlässlich der Eröffnung der Archer Avenue Lines am 11. Dezember 1988 von der Linie C und teilweise der Linie B ersetzt, deren Betriebszeiten dafür ausgeweitet wurden. Die Linienbezeichnung K entfiel und wurde seit 1988 nicht erneut verwendet.
Eine vorherige Linie K, die aber keinerlei Bezug zu den Linien A oder AA hatte, gab es ab 1973. Sie wurde als Variante der späteren U-Bahn-Linien J/Z im Rahmen der Inbetriebnahme der Chrystie Street Connection 1967 als Linie KK eingerichtet und 1973 in die Linie K umbenannt. Infolge der schweren Haushaltskrise der Stadt New York wurde sie 1976 eingestellt.

### JFK-Express

Signet JFK-Express 1978 bis 1990

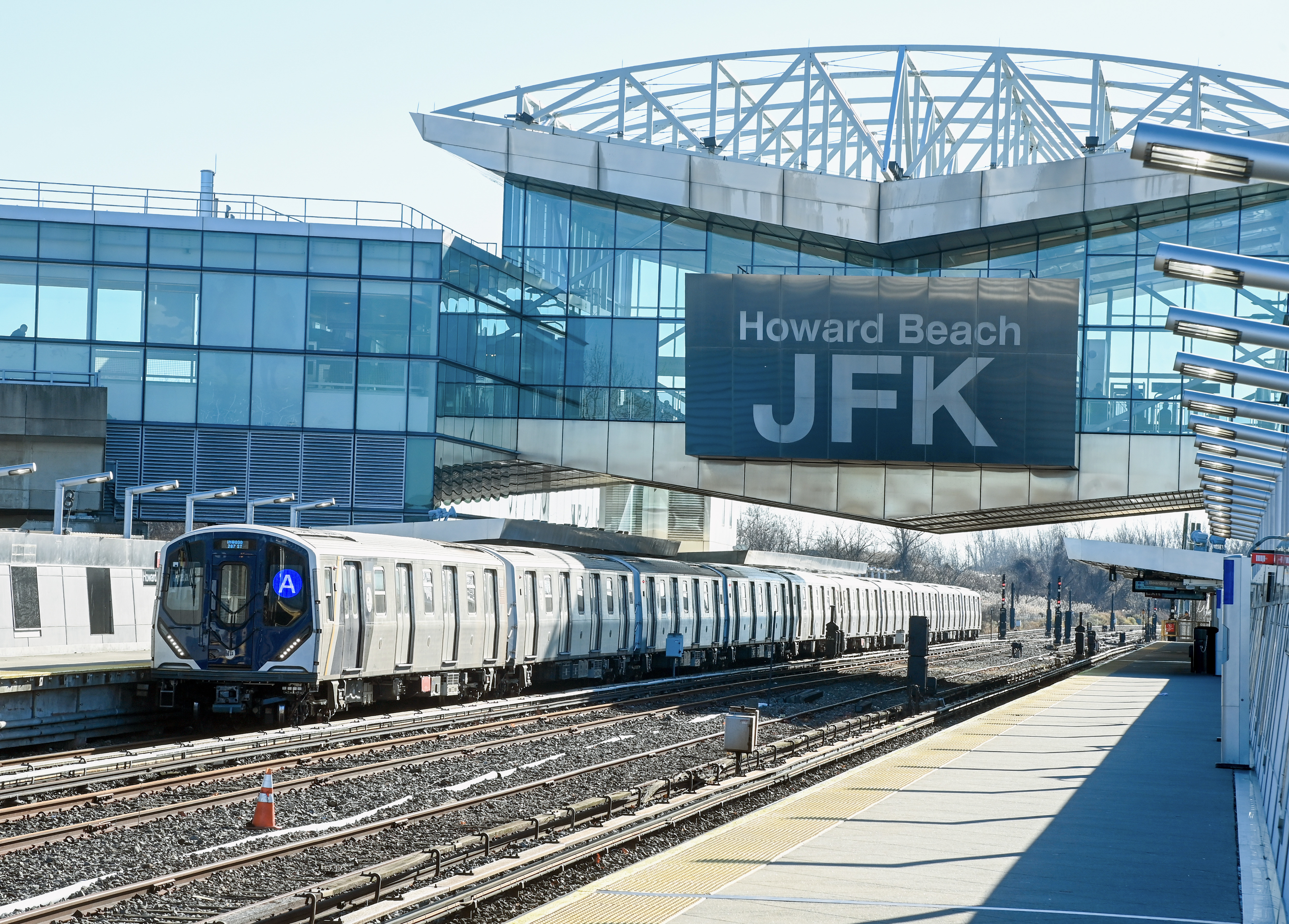
Umsteigebahnhof Howard Beach–JFK Airport an IND Rockaway Line

Eine direkte Anbindung der U-Bahn an die aufkommensstarken New Yorker Flughäfen ist aus politischen und finanziellen Gründen nicht erfolgt. Die Linie A dient dem John F. Kennedy International Airport, zusammen mit der Long Island Rail Road, als Zubringer zu Buslinien und dem AirTrain JFK. Fluggäste müssen mit ihrem Gepäck umsteigen und ggf. Fahrgeld zusätzlich zum U-Bahn-Fahrpreis entrichten.
Die Transit Authority betrieb von 1978 bis 1990 den als englisch Train To The Plane (deutsch als „Zug zum Flugzeug“ übersetzbar) beworbenen „JFK-Express“. Er fuhr ab Midtown Manhattan mit wenigen Zwischenhalten zum Bahnhof Howard Beach–JFK Airport, wo in Busse umgestiegen werden konnte. Es war Personal für die Erhebung des besonderen Fahrpreises und ein höheres Sicherheitsgefühl an Bord. Damit sollte den als zu abschreckend wahrgenommenen normalen U-Bahnen ein attraktiveres Angebot zu Seite gestellt werden, um eine wahlfreie und internationale Kundschaft anzulocken.
Dieses höherwertige Angebot steigerte zwar den Marktanteil des öffentlichen Verkehrs an der Gesamtheit der Fahrten zwischen Innenstadt und Flughafen, war aber nicht rentabel zu betreiben: Die Züge waren kürzer als bei gewöhnlichen Linien und das Fahrgastaufkommen blieb überschaubar. Nachdem die Verbindung im April 1990 eingestellt wurde, und da aufgrund der verbesserten wirtschaftlichen Lage der Stadt das U-Bahn-Netz ab den 1980er Jahren allmählich wieder an Attraktivität gewann, verlagerte sich die Nutzung vollends auf die parallele, häufiger fahrende und ohne Aufpreis nutzbare Linie A.
Noch ein halbes Jahr vor seiner Einstellung wurde der „JFK-Express“ Ende Oktober 1989 über Midtown Manhattan hinaus nach Long Island City verlängert: Mit der Eröffnung des „Tunnels nach nirgendwo“, der IND 63rd Street Line zwischen Manhattan und Queens, wurde deren vorläufiger Endbahnhof 21st Street–Queensbridge zur neuen Endstation.

### Veranstaltungsverkehre
Für Pferderennveranstaltungen auf dem Aqueduct Racetrack in Queens gab es ab 1959 eine Direktverbindung mit Sonderzügen aus Midtown Manhattan. Der „Aqueduct Special“ war nicht Teil der normalen Tarifstruktur der U-Bahn. Er war daher nur von sonst ungenutzten Bahnsteigen aus zu besteigen, nachdem an gesonderten Bahnsteigsperren das Fahrgeld entrichtet worden war. Bei der Einweihungsfahrt legte der erste Sonderzug die Strecke von der unteren Ebene des U-Bahnhofs 42nd Street–Port Authority Bus Terminal bis zum eigens angelegten Bahnhof Aqueduct Racetrack in einer halben Stunde zurück. Auch einer der ungenutzten Bahnsteige von Hoyt–Schermerhorn Streets in Downtown Brooklyn diente als Sammelpunkt für Fahrgäste der Sonderzüge.

## In der Populärkultur
Der Jazz-Standard Take the “A” Train von 1939 bezieht sich auf die 1932 eröffnete Linie A und ihre 1936 vollzogene Verlängerung nach Bedford–Stuyvesant. Sie verbindet seither jenen Stadtteil umsteigefrei mit Harlem als traditionellem Kern der schwarzen Communities.

## Weiterführende Informationen